# Emil Warburg
Emil Gabriel Warburg (Altona, 9 de marzo de 1846 - Bayreuth, 28 de julio de 1931) fue un físico alemán que durante su carrera fue profesor de física en las Universidades de Estrasburgo, Friburgo y Berlín. Fue presidente de la Deutsche Physikalische Gesellschaft entre 1899-1905. Su nombre está particularmente asociado con el elemento Warburg de la electroquímica. 
Entre sus alumnos se encontraban James Franck (premio Nobel de física en 1925), Eduard Grüneisen, Robert Pohl, Erich Regener y Hans von Euler-Chelpin (premio Nobel de química en 1929). Llevó a cabo la investigación en las áreas de teoría cinética de los gases, la conductividad eléctrica, descargas de gas, radiación de calor, ferromagnetismo y fotoquímica. 
Pertenecía a la familia Warburg y fue padre de Otto Heinrich Warburg, así como amigo de Albert Einstein.

## Vida
Warburg estudió química y física en la Universidad de Heidelberg con Robert Bunsen (1811-1899) Hermann von Helmholtz (1821-1894) y Gustav Kirchhoff (1824-1887), y física en la Universidad de Berlín con Gustav Magnus (1802-1870) y August Kundt (1839-1894). En 1867 se doctoró bajo la dirección de Magnus y en 1870 se convirtió en profesor asociado (Privatdozent) de la Universidad de Berlín. Dos años después trabajará en la Universidad de Estrasburgo como profesor suplente. En 1876 fue nombrado profesor de física de la Universidad de Friburgo. En 1895 es trasladó a la Universidad de Berlín sucediendo a August Kundt. Fue nombrado presidente del Instituto Imperial Físico-técnico (Physikalisch-Technische Reichsanstalt) en 1905 y finalmente se retiró en 1922.

## Literatura
- Albert Einstein Emil Warburg als Forscher. In: Die Naturwissenschaften. v. 10, 1922, p. 823–828.
- James Franck Emil Warburg zum Gedächtnis. In: Die Naturwissenschaften. v. 19, 1931, p. 993–997.
- Georg Gehlhoff Emil Warburg als Lehrer. In: Zeitschrift für technische Physik. v. 3, 1922, p. 193–194.
- E. Gerke: Warburg als Physiker. In: Zeitschrift für technische Physik. v. 3, 1922, p. 186–192 (Die Arbeit enthält eine Aufstellung der wissenschaftlichen Veröffentlichungen Warburgs).
- Eduard Grüneisen Emil Warburg zum achtzigsten Geburtstag. In: Die Naturwissenschaften. v. 14, 1926, p. 203–207.
- Friedrich Paschen Gedächtnisrede auf Emil Warburg, gehalten in der Akademie der Wissenschaften am 30. Juni 1932. In: Christa Kirsten u. a. (Hrsg.): Antrittsreden, Erwiderungen bei der Aufnahme von Physikern in die Berliner Akademie, Gedächtnisreden 1870–1929 (= Physiker über Physiker, v. 2), Akademischer Verlag, Berlín 1979, p. 185–191.
- Harald Schering Emil Warburg und die Technik. In: Die Naturwissenschaften. v. 14, 1926, p. 208–211.
- Stefan L. Wolff: Emil Warburg – mehr als ein halbes Jahrhundert Physik. In: Physikalische Blätter. v. 48, 1992, N.º 4, p. 275–279.
- Stefan L. Wolff: Emil Warburg und Marian von Smoluchowski. In Physikalische Blätter v. 54, 1998, N.º 1, p. 65.